# Pastor Jiménez
Pastor Jiménez Abal fue un político peruano. 
Luego de la Guerra del Pacífico y, a pesar de la ocupación chilena en gran parte del departamento, fue elegido diputado por la provincia de Tacna en 1886 ejerciendo ese cargo hasta 1891. reelecto en 1889. Asimismo, ejerció el cargo de senador por el departamento de Tacna 1892 y 1893
Durante esa misma época fue nombrado comisionado de la provincia de Tacna y Arica como parte de la administración chilena de esos territorios.